# Carl Bennett
Carl Blair Bennett (Rockford, Indiana, 7 de diciembre de 1915 - Fort Wayne, Indiana, 15 de mayo de 2013) fue un entrenador y ejecutivo de baloncesto estadounidense que dirigió durante seis partidos a los Fort Wayne Pistons de la NBA, además de ser manager general del equipo durante seis años.

## Trayectoria deportiva

### Entrenador
En 1938 fue contratado por el empresario Fred Zollner para formar parte de su empresa, y en 1948, cuando el equipo de su propiedad, los Fort Wayne Zollner Pistons se incorporaron a la BAA, fue designado entrenador. Dirigió al equipo durante seis partidos, cosechando otras tantas derrotas, por lo que fue sustituido por Curly Armstrong, que ejercería como jugador-entrenador hasta el final de la temporada.

### Ejecutivo
Tras dejar el banquillo, siguió en el equipo con labores de mánager general, puesto que ocupó hasta 1954. Fue el responsable del traspaso de Bill Sharman, que había sido elegido por los Pistons en el draft de dispersión, a los Boston Celtics, entre otras muchas operaciones.

## Estadísticas como entrenador en la NBA
| Equipo             | Temp.   | P | V | D | %V-D | Finalizó | PP | VP | DP | %V-DP | Resultado  |
| ------------------ | ------- | - | - | - | ---- | -------- | -- | -- | -- | ----- | ---------- |
| Fort Wayne Pistons | 1949-50 | 6 | 0 | 6 | .000 |          | -  | -  | -  | -     | Destituido |
| Total              |         | 6 | 0 | 6 | .000 |          | -  | -  | -  | -     |            |